# Mednarodna organizacija za standardizacijo
Mednarodna organizacija za standardizacijo (International Organization for Standardization; kratica ISO) je mednarodno združenje organizacij za standardizacijo iz preko 140 držav. Ustanovljena je bila 23. februarja 1947 ISO izdeluje mednarodne standarde za vsa področja, razen za elektrotehniko in elektroniko. Za ti področji je pristojna IEC.
Obstajajo na primer tehnični standardi (za vijake, ...), klasifikatorski standardi (oznake držav kot de, nl, jp, si, …), standardi o postopkih (na primer znani ISO 9000 o upravljanju z nadzorom kvalitete), ...
Mednarodni standardi se objavljajo v angleščini, nacionalne organizacije so zadolžene za prevode.
Vsaka članica ISO zastopa eno državo in iz vsake drževe je lahko samo ena članica.

## Kratica ISO
Prevodi imena International Organization for Standardization v različne jezike bi dali različne kratice in možno nejasnost pri navajanju standardov. Zato je bila izbrana enotna kratica ISO, ki je izvedena iz grške besede isos, ki pomeni enak.

## Proces standarizacije
Ko standard objavijo v ISO/IEC je to zadnja faza dolgega procesa, ki se običajno začne s predlogom novega dela v odboru. Tukaj je nekaj kratic, ki se uporabljajo za označevanje standarda s svojim statusom.
- PWI - Pripravljalna točka dela
- NP ali NWIP - Novi predlog / nov element predloga (npr. ISO / IEC 23007 NP)
- AWI - Odobrena nova točka dela (npr. ISO / IEC 15444- 14 AWI)
- WD - Delovni osnutek (npr. ISO / IEC 27032 WD)
- CD - Osnutek odbora (npr. ISO / IEC CD 23000-5)
- FCD - Končni osnutek odbora (npr. ISO / IEC FCD 23000-12)
- DIS - Osnutek mednarodnega standarda (npr. ISO / IEC DIS 14297)
- FDIS - Končni osnutek mednarodnega standarda (npr. ISO / IEC FDIS 27003)
- PRF - Dokaz o novem mednarodnem standardu (npr. ISO / IEC 18018 PRF)
- IS - Mednarodni standard (npr. ISO / IEC 13818-1:2007)

Kratice ki se uporabljajo za spremembe:
- NP Amd - Nov predlog spremembe (npr. ISO / IEC 15444-2:2004 / Amd NP 3)
- AWI Amd - Odobrena nova točka dela spremembe ( npr. ISO / IEC 14492:2001 / Amd AWI 4)
- Amd WD - Delovni osnutek spremembe (npr. ISO 11092:1993 / Amd WD 1)
- CD Amd / PDAmd - Odborna sprememba osnutka / predlagan osnutek spremembe (npr. ISO / IEC 13818-1:2007 / Amd CD 6)
- PFDAmd / DAM (DAmd) - Končna predlagana sprememba osnutka / osnutek spremembe (npr. ISO / IEC 14496-14:2003 / PFDAmd)
- FDAM (FDAmd) - Končni osnutek spremembe (npr. ISO / IEC 13818-1:2007 / FDAmd 4)
- PRF Amd - (npr. ISO 12639:2004 / Amd PRF 1)
- Amd - Spremembe (npr. ISO / IEC 13818-1:2007 / Amd 1:2007)

## Pomembni standardi
Nekaj pomembnih standardov je:
- ISO 31 Količine in enote mere (Quantities and Units)
- ISO 1000 Enote SI in priporočila (SI units and recommendations for the use of their multiples and of certain other units)
- ISO 129-1 Tehnične risbe – vnos mer in toleranc – del 1 - Osnove
- ISO 216 Formati papirja
- ISO 639 (nadomeščen z ISO 639-1) Imena jezikov (language names)
- ISO 646 IA5: 7.bitna koda za prenos podatkov
- ISO 1043 Kratke oznake za polimere
- ISO 3166 (nadoeščen z ISO 3166-1) Oznake držav (country codes)
- ISO 4217 Oznake valut (currency codes)
- ISO 7098 Romanizacija kitajščine (Pinyin)
- ISO 8601 Mednaroden standarden zapis datuma in časa
- ISO 9001 Sistemi vodenja kakovosti
- ISO/IEC 9126 Kvaliteta računalniških programov
- ISO 9899 Programski jezik C
- ISO 14001 Sistem ravnanja z okoljem
- ISO 14772 Virtual Reality Modelling Language VRML
- ISO/DIS 14825 Geographic Data Format
- ISO 19005 PDF/A normiran PDF format